# الكويت في بطولة العالم لألعاب القوى 2015
شاركت الكويت في بطولة العالم لألعاب القوى 2015 التي أُقيمت في بكين في الفترة من 22 أغسطس حتى 30 أغسطس 2015. وكان ذلك هو الظهور الخامس عشر للكويت في البطولة، حيث شاركت في جميع نسخها حتى ذلك التاريخ. وقد مثل المنتخب الكويتي رياضي واحد فقط في منافسات [[رمي القرص]].

## المشاركون
رجال
- عيسى الزنكوي — رمي القرص

## النتائج

### رجال
| الرياضي      | المسابقة  | الرقم الشخصي   | التصفيات | التصفيات         | النهائي  | النهائي      | تفاصيل            |
| الرياضي      | المسابقة  | الرقم الشخصي   | النتيجة  | المركز           | النتيجة  | المركز       | تفاصيل            |
| ------------ | --------- | -------------- | -------- | ---------------- | -------- | ------------ | ----------------- |
| عيسى الزنكوي | رمي القرص | 63.22 رقم وطني | 58.68    | 13 في المجموعة ب | لم يتأهل | 27 / 30 (31) | النتائج التفصيلية |

## وصلات خارجية
- النتائج الكاملة لبطولة العالم 2015
- الموقع الرسمي للاتحاد الدولي لألعاب القوى